# Alfa Romeo Stelvio
Alfa Romeo Stelvio (Typ 949) är en SUV som den italienska biltillverkaren Alfa Romeo introducerade på bilsalongen i Los Angeles november 2016.. Den är uppkallad efter Stelviopasset (på italienska Passo dello Stelvio).

## Motorer
| Modell       | Årsmodell | Motor               | Cylindervolym | Effekt | Bränslesystem              |
| ------------ | --------- | ------------------- | ------------- | ------ | -------------------------- |
|              | 2018-     | 4-cyl radmotor DOHC | 1995 cm³      | 200 hk | Direktinsprutning, turbo   |
|              | 2018-     | 4-cyl radmotor DOHC | 1995 cm³      | 280 hk | Direktinsprutning, turbo   |
| JTDm         | 2018-     | 4-cyl radmotor DOHC | 2184 cm³      | 180 hk | Common rail turbodiesel    |
| JTDm         | 2018-     | 4-cyl radmotor DOHC | 2184 cm³      | 210 hk | Common rail turbodiesel    |
| Quadrifoglio | 2018-     | 6-cyl V-motor DOHC  | 2891 cm³      | 510 hk | Direktinsprutning, biturbo |